# Блуфилдс
Блу́филдс (исп. Bluefields от англ. Bluefields) — город и муниципалитет в Никарагуа. Административный центр региона Атлантико-Сур. Расположен на востоке страны, в устье реки Эскондидо. Является главным портом страны на Карибском море, через который экспортируется древесина, креветки, омары и другие морепродукты.

## История
Название города является дословным переводом на английский язык имени голландского пирата Абрахама Блаувельта, который скрывался в водах залива в начале XVII века. Блуфилдс был местом столкновения английских и голландских пиратов в XVI—XVII веках, в 1678 году он становится столицей британского протектората Москитовый берег.
27 мая 1910 года отряд из 250 морских пехотинцев США под командованием майора Смедли Батлера высадился в порту и занял город (после этого президентом Никарагуа был избран Хуан Эстрада). В 1912 году против президента Адольфо Диаса началось восстание и 4 августа 1912 года Диас обратился к США с просьбой прислать войска. 6 августа 1912 года в Блуфилдс были высажены 50 моряков с крейсера «Такома». В дальнейшем, в период с 1912 до 1925 года и с 1926 по 1933 год Никарагуа была оккупирована войсками США, и в городе находилась морская пехота США.
В 1967 году Блуфилдс являлся административным центром департамента Селая с населением 17,7 тыс. жителей, здесь действовал порт и рыбоморозильный завод. Основой экономики в это время был экспорт бананов, кокосовых орехов, ценной древесины, кож (аллигаторов) и рыбы.
В начале 1980-х годов началась модернизация аэропорта в городе Блуфилдс.
В 1984 году американцы заминировали гавань Блуфилдса (наряду с гаванями в Коринто и Пуэрто-Сандино). 
В 1986 году департамент Селая разделили на два автономных региона, и Блуфилдс стал центром южного автономного региона. 
В октябре 1988 года город серьёзно пострадал от урагана «Джоан-Мириам», однако был восстановлен.

## Население
По данным на 2013 год численность населения города составляет 41 746 человек. Население представляено главным образом метисами, мискито и креолами. Имеются небольшие общины гарифуна, китайцев, народов сумо и рама.
Динамика численности населения города по годам:
| 1971   | 1995   | 2000   | 2005   | 2013   |
| ------ | ------ | ------ | ------ | ------ |
| 14 406 | 33 745 | 36 909 | 38 623 | 41 746 |

## Галерея

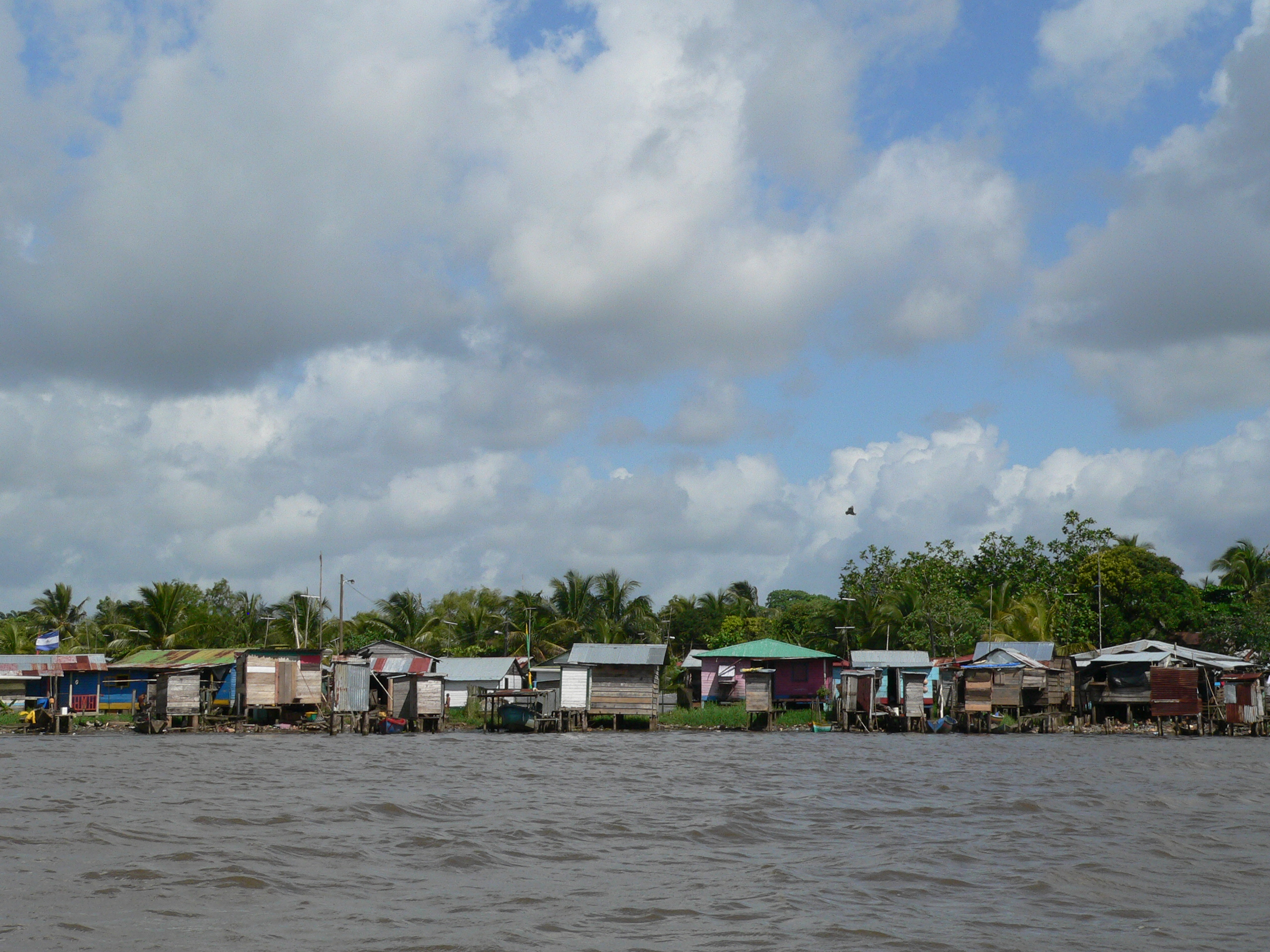
Дома на воде вблизи Блуфилдса
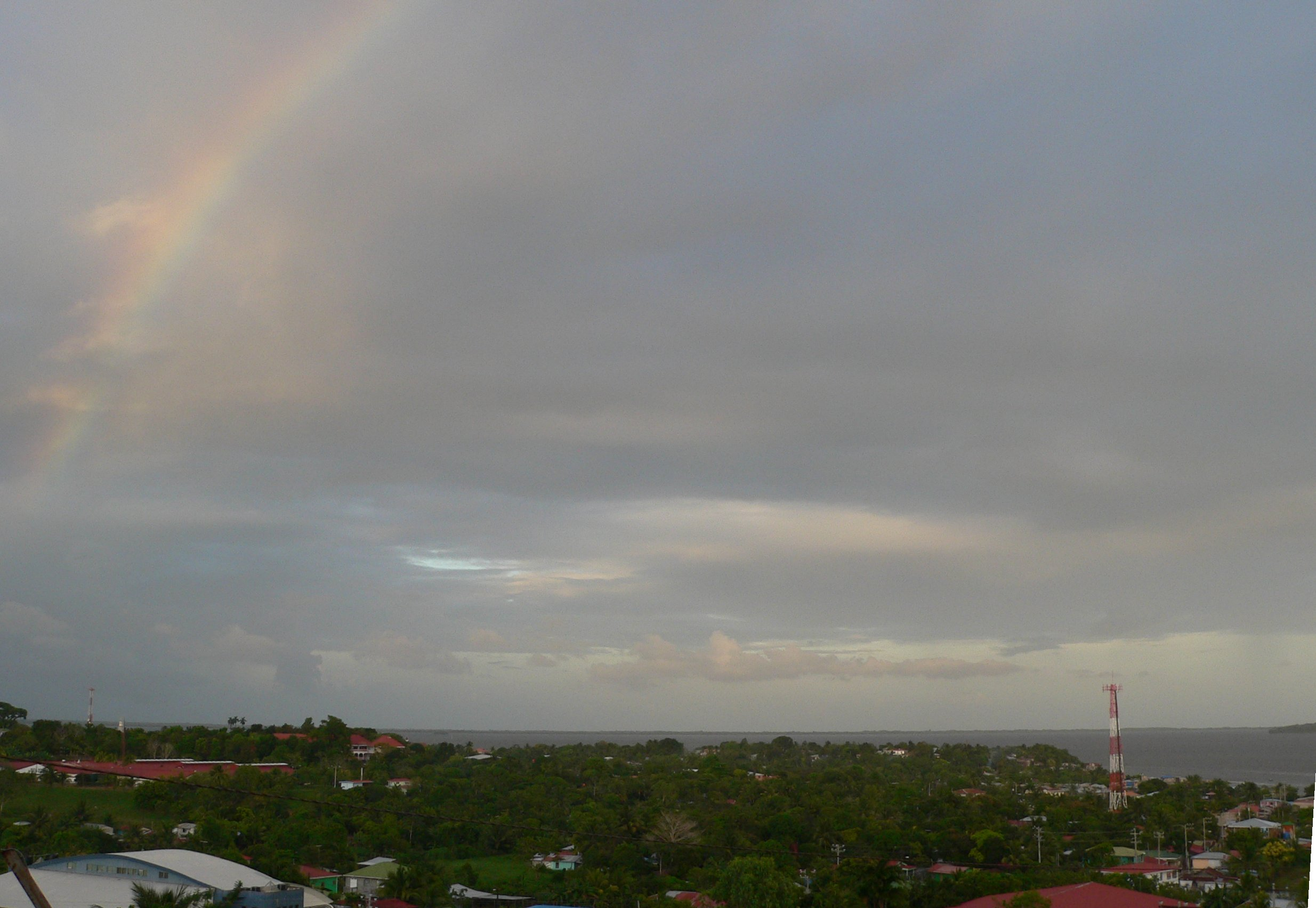
Вид на город